# Pandanus lachaisei
Pandanus lachaisei är en enhjärtbladig växtart som beskrevs av Huynh. Pandanus lachaisei ingår i släktet Pandanus och familjen Pandanaceae.
Artens utbredningsområde är Elfenbenskusten. Inga underarter finns listade.